# Ottokar Czernin

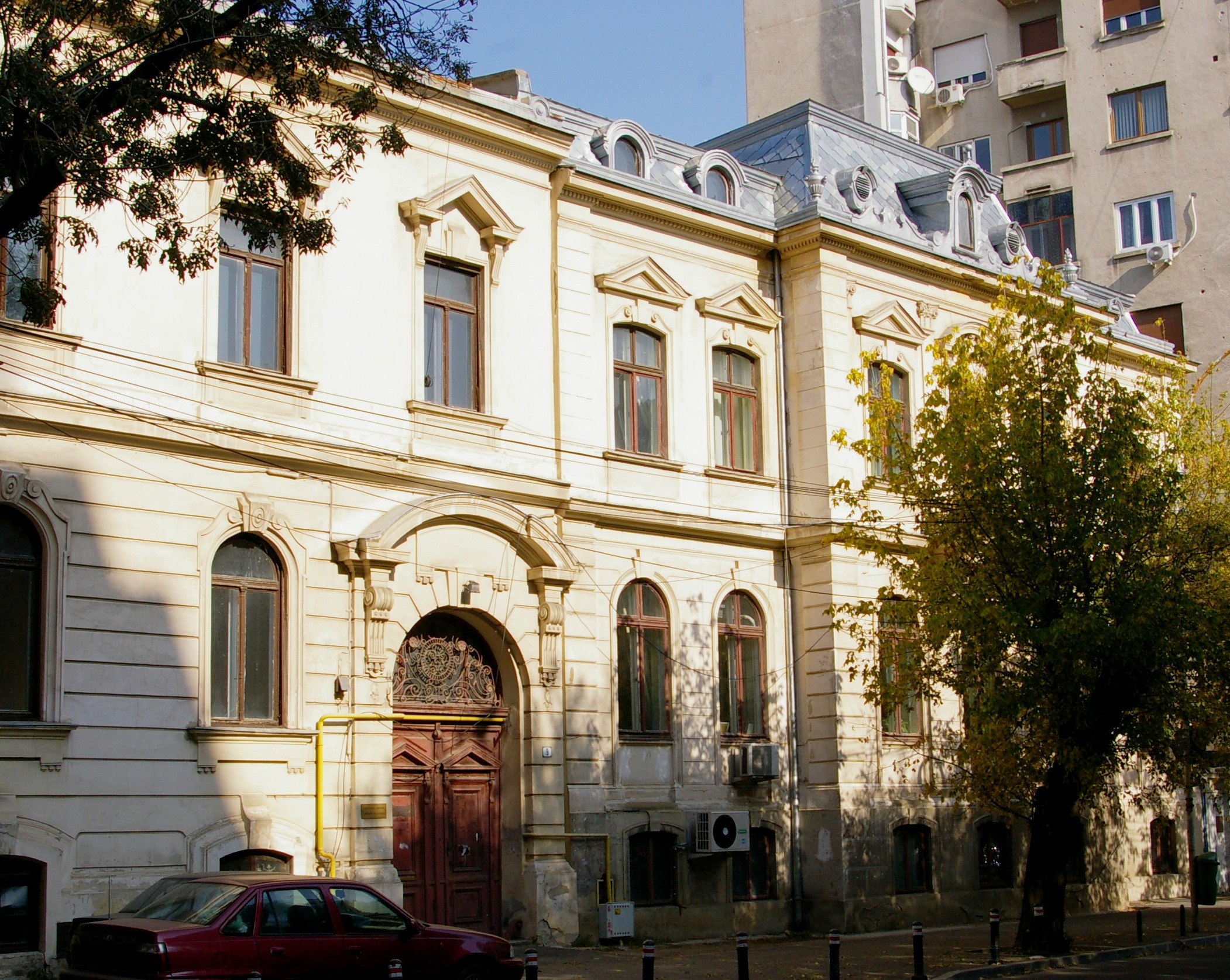
Clădirea Legației imperiale cezaro-crăiești, strada Vienei nr. 9 (actuala stradă Demetru Dobrescu) din București

Ottokar Czernin (nume complet Ottokar Theobald Otto Maria Czernin; n. 26 septembrie 1872, Castelul Dimokur, Boemia - d. 4 aprilie 1932, Viena) a fost un diplomat și politician austriac, care a îndeplinit funcția de ministru de externe al Austro-Ungariei în timpul Primului Război Mondial, în perioada decembrie 1916 - aprilie 1918. 
Anterior, între 1913-1916, a fost ambasadorul Austro-Ungariei la București.
Este considerat artizanul Păcii de la Brest-Litovsk cu Rusia (3 martie 1918) și al Păcii de la Buftea-București cu Regatul României (7 mai 1918).

## Studiile și intrarea în serviciul diplomatic
Czernin a studiat dreptul la Universitatea Germană din Praga. În anul 1897 a intrat în serviciul diplomatic, pe un post la Legația austro-ungară de la Paris. În anul 1905 a publicat studiul Oesterreichisches Wahlrecht und Parlament, despre sistemul electoral austriac, studiu care a atras atenția arhiducelui Franz Ferdinand, interesat de o reformă a imperiului. În perioada următoare a intrat în cercul de apropiați ai arhiducelui Franz Ferdinand, ca specialist în problemele balcanice. În data de 27 iunie(stil vechi)/10 iulie(stil nou) 1909 a început vizita arhiducelui Franz Ferdinand la Sinaia, considerată o reușită.
În memoriile sale, Czernin a caracterizat simpatia arhiducelui față de români în felul următor:
„Erzherzog Franz schöpfte seine rumänenfreundliche Gesinnung aus einer sehr mangelhaften Quelle. Er kannte Rumänien so gut wie gar nicht. Er war, so viel ich weiß, ein einziges Mal im Lande, und zwar zu einem kurzen Besuche bei König Carol in Sinaia gewesen, und die freundliche Aufnahme, welche sowohl seine Gemahlin wie er von dem alten Königspaar erhalten hatte, hatte sein Herz in Sturm erobert, und er verwechselte König Carol mit Rumänien.”—Ottokar Czernin, Im Weltkriege, pag. 105.
(Traducere: Arhiducele Franz și-a întemeiat propensiunea spre amiciția cu România pe o sursă foarte precară. De fapt, el nu cunoștea mai deloc România. După câte știu, a fost o singură dată în țară și anume pentru o scurtă vizită la regele Carol, la Sinaia, unde primirea prietenoasă a soției sale și a sa din partea vârstnicei perechi regale i-a cucerit pe dată inima, astfel că a ajuns să-l confunde pe regele Carol cu România.)
În octombrie 1913 a fost numit ambasador la București.

## Ambasador în România
La București a luat act de proiectul politic al fostului primar Nicolae Filipescu. Acesta, ca și Aurel Popovici, a fost un adept al ideii ca România să se unească cu Transilvania și cu Bucovina, iar această Românie Mare să intre în legătură confederativă cu Viena.

## Publicații
- Im Weltkriege [În războiul mondial], Berlin/Viena, 1919.